# Shahrasb
Shahrasb (persiska: شهر اسب, شان رَسم, شَهراب, شاه رَسم, شَهر آسب, شهرسب) är en ort i Iran.   Den ligger i provinsen Yazd, i den centrala delen av landet, 500 km söder om huvudstaden Teheran. Shahrasb ligger 1 492 meter över havet och antalet invånare är 618.
Terrängen runt Shahrasb är platt, och sluttar österut.Runt Shahrasb är det glesbefolkat, med 9 invånare per kvadratkilometer. Närmaste större samhälle är Mehrdasht, 13,5 km söder om Shahrasb. Trakten runt Shahrasb är ofruktbar med lite eller ingen växtlighet.